# Виноградне (Чечня)
Виноградне (рос. Виноградное) — село у Грозненському районі Чечні Російської Федерації.
Населення становить 3414 осіб (2019). Входить до складу муніципального утворення Виноградненське сільське поселення.

## Історія
Згідно із законом від 20 лютого 2009 року органом місцевого самоврядування є Виноградненське сільське поселення.

## Населення
| 1990  | 2002  | 2010  | 2012  | 2013  | 2014  | 2015  |
| ----- | ----- | ----- | ----- | ----- | ----- | ----- |
| 2602  | ↗2711 | ↗3489 | ↘3454 | ↘3447 | ↘3396 | ↗3413 |
| 2016  | 2017  | 2018  | 2019  |       |       |       |
| ↗3446 | ↘3427 | ↗3431 | ↘3414 |       |       |       |